# أرت كيني
أرت كيني (بالإنجليزية: Art Kenney)‏ هو لاعب كرة قاعدة أمريكي، ولد في 29 أبريل 1916 في ميلفورد في الولايات المتحدة، وتوفي في 12 مارس 2014 في ليتلتون في الولايات المتحدة.